# Michele Timms
Michele Timms, née le 28 juin 1965  à Melbourne, est une ancienne joueuse australienne de basket-ball.

## Biographie
Considérée en Australie comme l'une des plus grandes joueuses de l'histoire du basket-ball australien, elle commence sa carrière professionnelle en 1984 avec le club de Women's National Basketball League (WNBL) des Bulleen Melbourne Boomers. En signant pour le club allemand de Lotus Munich lors de la saison 1989-1990, elle devient le premier basketteur australien, homme et femme confondu, à aller jouer en tant que professionnel en dehors du continent. en WNBL, elle évolue avec différents clubs, Melbourne Boomers puis Nunawading Spectres, club avec lequel elle remporte quatre titres consécutifs de champion de 1986 à 1989, puis les Perth Breakers, avec un titre de champion de 1992, les Sydney Flames et de nouveau les Boomers. Lors de cette carrière en WNBL, elle est élue à sept reprises dans le meilleur cinq, ou All Star Five. Au total, elle dispute 265 matchs de WNBL.
Elle évolue également avec les Opals, surnom donné aux joueuses de l'équipe d'Australie. Elle dispute quatre championnats du monde. Sa première apparition dans un mondial, après une sixième place au championnat du monde junior 1985, a lieu lors de l'édition de 1986 disputée en URSS, où l'Australie termine à la neuvième place et où elle inscrit en moyenne 6 points en 6 matchs. Lors de l'édition suivante, en Malaisie, les Australiennes terminent à la sixième place. Timms termine meilleure marqueuse de son équipe avec 12,6 points. L'Australie, qui est le pays hôte de l'édition de 1994 continue sa progression sur la scène internationale en terminant quatrième, battue en demi-finale par la Chine sur le score de 66 à 65 puis lors du match pour la troisième place par les Américaines, 100 à 95. Timms est la seconde marqueuse et passeuse de son équipe avec 10,8 points et 3,0 passes décisives. Elle ajoute également 3,1 rebonds. En 1998, en Allemagne, l'Australie s'incline face à la Russie en demi-finale sur le score 82 à 76 avant de remporter la médaille de bronze en battant le Brésil sur le score de 72 à 67. Timms, meilleure passeuse de son équipe avec une moyenne de quatre passes par rencontres, inscrit également 9 points et capte 1,6 rebond en un peu plus de 25 minutes.
Deux ans auparavant, elle fait partie de la première équipe du basket-ball australien à remporter une médaille olympique lors des Jeux olympiques d'Atlanta en 1996 : l'Australie remporte la médaille de bronze en battant l'Ukraine sur le score de 66 à 56 après avoir été battue en demi-finale par les Américaines sur le score de 93 à 71. Ses statistiques sont de 15 points, 3,5 passes décisives, meilleure marqueuse et passeuse de son équipe, et 4,1 rebonds. Lors de l'édition de 2000 à Sydney, elle est désignée capitaine de l'équipe qui obtient la médaille d'argent après une défaite 76 à 54 face aux Américaines. Auparavant, les Opals battant la Pologne en quart de finale puis le Brésil en demi-finale. Durant ce tournoi, où son temps de jeu est de 8 minutes 5, elle inscrit 1,8 point, capte 1 rebond et délivre 0,3 passe. Elle est récompensée par deux fois du titre de « Joueuse australienne internationale de l'année » en 1994 et 1996.
Ses bonnes performances et sa réputation en font naturellement une candidate idéale pour la nouvelle ligue professionnelle américaine, la WNBA. Elle rejoint le Mercury de Phoenix, lors de la saison inaugurale de la ligue en 1997. Elle devient à ce titre la première joueuse australienne à jouer dans cette ligue. Après une première saison avec 12,1 points, 3,7 rebonds, 5,1 passes et 2,6 interceptions - troisième de la ligue derrière Teresa Weatherspoon et Penny Toler dans la catégorie des passes et deuxième du classement des interceptrices, toujours derrière Weatherspoon - et une défaite en finale de conférence face au Liberty de New York, la saison suivante ses statistiques passent à 6,9 points, 2,5 rebonds et 5,3 passes, quatrième de la ligue dans cette dernière catégorie statistique. Elle dispute les Finales NWBA face aux Comets de Houston, champion en titre. La franchise de Phoenix est proche de remporter le titre lors de la seconde rencontre de la finale lorsqu'un trois points de Timms donne douze points d'avance à 7 minutes 24 de la fin du match. Mais Michele Timms, qui a alors inscrit 21 points, ne marque ensuite plus aucun point dans le temps réglementaire ni dans la prolongation en raison de la défense de la Brésilienne Janeth Arcain. Les Comets remportent finalement cette rencontre 74 à 69 puis la rencontre suivante pour remporter son second titre WNBA. Elle figure de nouveau dans le Top 10 du classement des passeuses lors de la saison suivante avec une moyenne de cinq passes et un rang de cinquième. Elle inscrit également 6,8 points, capte 2,6 rebonds et réalise 1,4 interception. Les deux saisons suivantes, ses statistiques sont de 3,8 points, 2,0 rebonds, 2,3 passes et 1,9 interception puis 4,7 points, 2,1 rebonds, 4,1 passes et 1 interception. Au total, elle dispute 116 rencontres de phase régulière, dont 112 dans le cinq majeur, inscrit 866 points, capte 313 rebonds, délivre 551 passes et réussit 188 interceptions, soit des moyennes de 7,5 points, 2,7 rebonds, 4,8 passes et 1,6 interception.
Son ancien club de WNBA, le Mercury de Phoenix, retire son maillot le 7 août 2002, ce qui constitue le premier maillot retiré de la franchise, et seulement le deuxième de la ligue.

## Palmarès

### Club
- Finaliste WNBA en 1998

### Sélection nationale
- Jeux olympiques d'été
  -  Médaille d'argent  aux Jeux olympiques d'été de 2000 de Sydney
  -  Médaille de bronze  aux Jeux olympiques d'été de 1996 à Atlanta

### Distinctions personnelles
- Nommée Women's International Player of The Year en 1994 et 1996[10]
- Son numéro 7 a été retiré par le Phoenix Mercury
- Nommé au WNBA All-Star Game 1999
- Nommée dans le meilleur cinq de la WNBL en 1988, 1989, 1990, 1991, 1992, 1994 et 1996[2].
- Introduite au Women's Basketball Hall of Fame en 2008[14].
- Introduite au FIBA Hall of Fame en 2016[15]